# Andreas Fohrman
Andreas Fohrman (även Fornelius), född i Fornåsa socken, död 14 november 1692 i Örberga socken, var en svensk präst i Örberga församling.

## Biografi
Andreas Fohrman föddes i Fornåsa socken. Han var son till bonden Måns. Fohrman studerade vid gymnasiet och prästvigdes 2 mars 1655 med namnet Fornelius.  Han blev 1690 kyrkoherde i Örberga församling genom drottningens fullmakt. Fohrman avled 14 november 1692 i Örberga socken och begravdes i Örberga kyrkas kor. Gravstenen har senare flyttats ut på kyrkogården.

### Familj
Fohrman gifte sig med Catharina Fornelius. Hon var dotter till komministern i Skeppsås församling. De fick tillsammans sonen Carolus (död 1692).